# 賭博犯処分規則
賭博犯処分規則（とばくはんしょぶんきそく、明治17年1月4日太政官第1号布告）は、1884年1月4日に制定された太政官布告。内務卿と司法卿の連署による勅裁を経ており、内務省から地方庁に通達された実施規則により運用された。
その目的は旧刑法の賭博罪の規定を停止して、博徒に対する徹底取締を図った法律の制定である。行政処分が罰金刑だけでなく懲役を含む点に特徴がある。博徒であるだけで囹圄の人となるこの法は大刈込と呼ばれ後のちまで恐れられた。
明治22年6月11日法律第17号により廃止された。

## 概要
幕末には江戸幕府や諸藩の統制力が弱まり、各地で公然・非公然に賭博が行われるようになった。国定忠治や黒駒勝蔵などが活躍したのもこの時期にあたる。
明治政府は社会秩序の回復のためにこうした博徒の取締の強化に動く意向であった。だが、同時に封建的な旧来の法制を改正して近代法の導入の必要性が迫られていた。だが、この時代のヨーロッパでは賭博関係者が集団で武装するような事例は多くの国々では消滅しており、賭博罪は比較的軽微な犯罪と考えられるようになっていた。
1880年に制定された刑法（今日では「旧刑法」と呼ばれている）・治罪法（現在の刑事訴訟法）は、フランスの法制の影響を受けて最高でも重禁錮1年以下・罰金100円と軽微なものであり、かつ現行犯のみに適用された（第260条-262条）。また、治罪法は夜間の家宅捜索を禁止していた。賭博は夜間に行われる事が多かったから、明治政府の意思とは反対に賭博が事実上の野放し状態に陥っていった。博徒達は旧来から武装しているものも少なくなく、1882年に安場保和から太政大臣三条実美に提出された意見書でも博徒の中には警察官を殺傷したり、法を巧みに利用して警察官を不法侵入の罪に陥れる者がいる事を指摘している。
更に当時高揚していた自由民権運動に反権力感情から参加する博徒も少なくは無かった。賭博犯処分規則が制定された直後に発生した秩父事件や群馬事件のような過激事件には博徒も含まれていたが、彼らの全てが賭博犯処分規則を機に突然自由民権運動に参加したとは考えにくく、それ以前から運動に関与していた博徒が少なからずいたと考えられている。
こうした事態を重く見た政府は博徒の取締の徹底によって社会秩序の回復を図るために制定したのが賭博犯処分規則であった。ところが、この規則では刑法の賭博罪規定の停止や賭博罪の担当を司法警察業務から行政警察業務への移行のみならず、非現行犯の逮捕、厳罰化、一審制（上訴の禁止）など、罪刑法定主義などの観点から逸脱した内容であった。これは、博徒の取締は勿論の事、博徒の捜査を理由に自由民権運動の集会などの諸活動の場に踏み込んで別件での弾圧を図るという一種の「一石二鳥」の打算があったからに他ならなかった。更に警視庁はこの法令に関連して出された「賭博犯処分手続」の中で昼夜を問わず証拠が無い場合でも警察官の判断のみで逮捕出来る事が定められた。
これによって全国で一斉に博徒の取締りが行われ、この年だけで全国で前年比25%増の約3万3千人が逮捕され、博徒達はこれを「大刈込」と呼んで恐れた。ところが、布告直前の太政官や内務省などの調査ほとんどの県で少なくても数千人単位の博徒がいる（中には群馬県のように10万人と報告した県もあった）との報告が上げられており、実際の成果は殆ど乏しかったと言われている。
この規則は大日本帝国憲法との整合性の問題から、1889年6月10日の法律17号をもって廃止されて賭博罪規定の停止解除と司法警察業務への復帰がなされた。だが、これによって自由民権運動と博徒への圧迫に役立っただけでなく、従来法令で厳しく禁じられ、凶悪な一部博徒に悩まされながらも権力に対するささやかな抵抗として賭博に対して寛容であったといわれている日本人の国民性に賭博と反体制行為を同一視する意識を植え付けて、賭博に対する嫌悪感情を生み出させる効果があったと言われている。